# Hibiscus fryxellii
Hibiscus fryxellii är en malvaväxtart som beskrevs av D.J. Mabberley. Hibiscus fryxellii ingår i Hibiskussläktet som ingår i familjen malvaväxter. Utöver nominatformen finns också underarten H. f. mollis.